# UCHL1
UCHL1 (англ. Ubiquitin C-terminal hydrolase L1) – білок, який кодується однойменним геном, розташованим у людей на короткому плечі 4-ї хромосоми.  Довжина поліпептидного ланцюга білка становить 223 амінокислот, а молекулярна маса — 24 824.
| 10         |  | 20         |  | 30         |  | 40         |  | 50         |
| ---------- |  | ---------- |  | ---------- |  | ---------- |  | ---------- |
| MQLKPMEINP |  | EMLNKVLSRL |  | GVAGQWRFVD |  | VLGLEEESLG |  | SVPAPACALL |
| LLFPLTAQHE |  | NFRKKQIEEL |  | KGQEVSPKVY |  | FMKQTIGNSC |  | GTIGLIHAVA |
| NNQDKLGFED |  | GSVLKQFLSE |  | TEKMSPEDRA |  | KCFEKNEAIQ |  | AAHDAVAQEG |
| QCRVDDKVNF |  | HFILFNNVDG |  | HLYELDGRMP |  | FPVNHGASSE |  | DTLLKDAAKV |
| CREFTEREQG |  | EVRFSAVALC |  | KAA        |  |            |  |            |

A: Аланін

C: Цистеїн

D: Аспарагінова кислота

E: Глутамінова кислота

F: Фенілаланін

G: Гліцин

H: Гістидин

I: Ізолейцин

K: Лізин

L: Лейцин

M: Метіонін

N: Аспарагін

P: Пролін

Q: Глутамін

R: Аргінін

S: Серин

T: Треонін

V: Валін

W: Триптофан

Кодований геном білок за функціями належить до гідролаз, протеаз, лігаз, тіолових протеаз, фосфопротеїнів. 
Задіяний у таких біологічних процесах як убіквітинування білків, поліморфізм. 
Локалізований у цитоплазмі, мембрані, ендоплазматичному ретикулумі.